# Pardosa brevivulva
Pardosa brevivulva là một loài nhện trong họ Lycosidae.
Loài này thuộc chi Pardosa. Pardosa brevivulva được Hozumi Tanaka miêu tả năm 1975.